# Энциклопедия украиноведения
«Энциклопе́дия украинове́дения» (укр. Енциклопедія Українознавства, англ. Encyclopedia of Ukraine) — энциклопедия о материальной, духовной, культурной и политической жизни украинского народа, созданная под эгидой эмигрантского Научного общества имени Шевченко в Европе (центр — Сарсель под Парижем) по проекту В. М. Кубийовича. Энциклопедия создавалась в течение 37 лет. Всего в написании энциклопедии было задействовано около 400 авторов, специалистов в разных отраслях знаний.

## Описание энциклопедии
Состоит из 3-х томов общей части (1949—1952 годы), которую условно называют Энциклопедия украиноведения — I (ЭУ-І), и 10 томов словарной части (1955—1985 годы) — ЭУ-II, которая содержит свыше 20 000 статей, больше 1 600 печатных листов. Издана на украинском языке. Существует англоязычная более поздняя и дополненная версия 1980—1990-х годов.
В 1993 году была переиздана на Украине Научным обществом имени Тараса Шевченко во Львове и издательством «Глобус» в Киеве.

## Редакционная коллегия
Главный редактор — В. М. Кубийович (последний том завершал А. Жуковский); сотрудники: Аркадий Жуковский, С. Янив, М. Глобенко, Иван Кошеливец, Юрий Шевелёв, О. Горбач, Василий Маркусь, А. П. Оглоблин, В. Витвицкий, Святослав Гординский, В. Голубничий, Е. Гловинский, Богдан Портных, Наталья Полонская-Василенко, М. Стахов, И. Тесля, А. Фиголь, М. Чубатый и другие авторы в области археологии, биологии, географии, этнографии, истории, военной истории, медицины, науки, политических наук, права и т. д.

## История создания
Попытка издания энциклопедии была предпринята в 1941 году, в Кракове, под председательством Ивана Раковского и Евгения Пеленского, однако в связи со второй мировой войной эта работа была прервана. Был подготовлен только 1-й том и эта энциклопедия получила название — Энциклопедия украиноведения. Работа по созданию энциклопедии была возобновлена в 1947 году в Мюнхене Научным обществом имени Тараса Шевченко под председательством Ивана Раковского и секретаря общества Владимира Кубийовича.
В 1949—1952 годах выходит трёхтомное издание (ЭУ — I). В первом томе даётся общие сведения об Украине: география, природа, данные о жителях, языке, этнографии. Во втором томе представлены украинская история, церковь, право, культура и литература. Третий том даёт разнообразную информацию об искусстве, театрах, музыке, музеях и т. д. Словарная часть энциклопедии (ЭУ — II) в 10 томах издаётся до 1985 года (в этом году издаётся последний, 10-й том энциклопедии).

## Различные оценки энциклопедии
Со слов А. Осташа, на содержание данной энциклопедии оказали влияние националистические взгляды некоторых авторов, среди которых главный редактор Владимир Кубийович и историк Александр Оглоблин, в годы Второй мировой войны активно сотрудничавшие с немцами. В частности, энциклопедия украиноведения даёт следующую трактовку украинского национализма с позиций самого интегрального национализма Дмитрия Донцова: «Для лучшей дифференциации национализма, как самостоятельного политического движения, от национализма в широком значении, однозначного с патриотизмом и самостоятельностью, можно применить к первому название, которое хорошо известно в мировой политической и социологической литературе: „интегральный национализм“». Великая Отечественная война в энциклопедии украиноведения трактуется как война Германии против советской России.
Иную оценку даёт Энциклопедии украиноведения член-корреспондент НАНУ профессор Олег Романив. Он пишет, что «представленная читателю Энциклопедия Украиноведения — является ключом для понимания украинства, которое, до провозглашения независимости Украины, было лишено правдивых взглядов на свою историю, культуру и национальное самовыражение».

## Издатели
По сведениям члена-корреспондента Национальной академии наук Украины О. Романива, спонсорами данного издания выступило 3410 организаций и физических лиц (среди которых был меценат Пётр Яцык), которые пожертвовали на издание энциклопедии огромную по тем временам сумму 2 миллиона 627 тысяч долларов США. Спонсорами выступили представители 12 стран мира.